# Wasiljewka (rejon akbułacki)
Wasiljewka (ros. Васильевка) – wieś (sieło) w Rosji, w obwodzie orenburskim, w rejonie akbułackim. W 2021 liczyła 227 mieszkańców.